# Весь цей світ

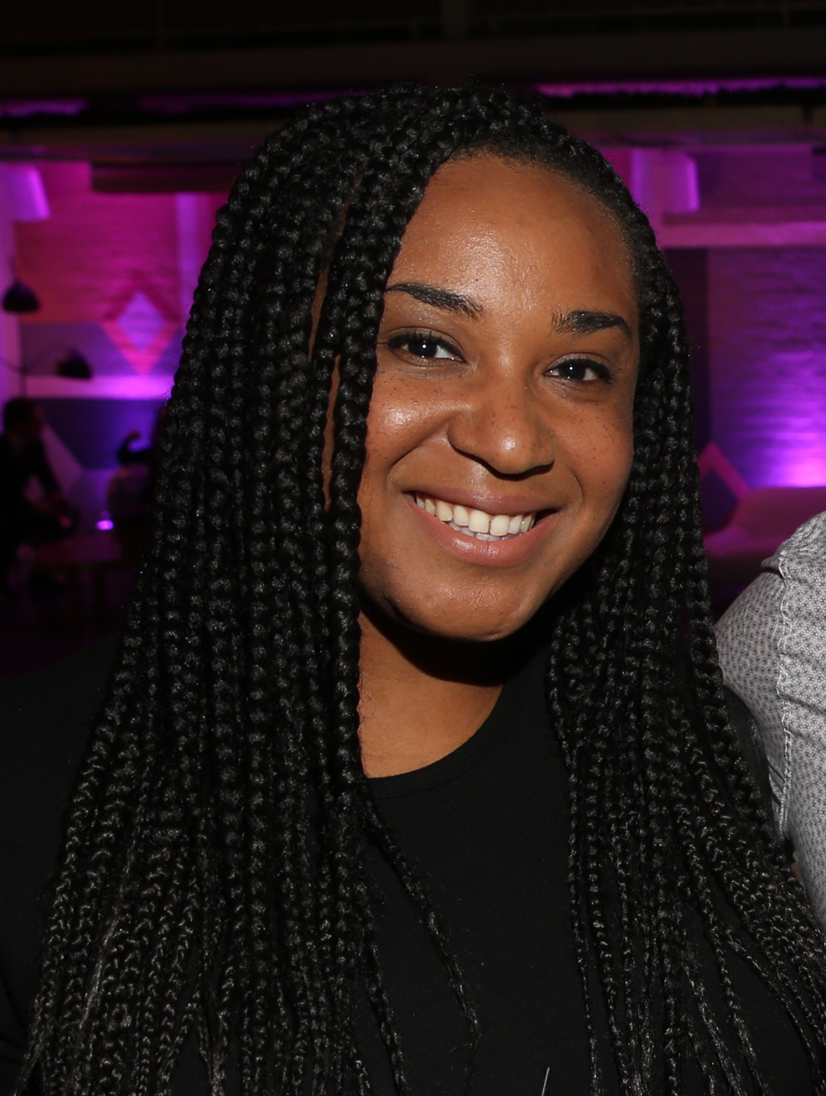
Режисер фільму Стела Мегі, 2016

«Весь цей світ» (англ. Everything, Everything) — американський мелодраматичний фільм заснований на однойменному романі Ніколи Юн, опублікованому в 2015 році. Це перша картина режисера Стели Мегі, сценарій до якої написала не вона сама.
У головних ролях Амандла Стенберг та Нік Робінсон. Прем'єра в США відбулася 19 травня 2017 року.

## Сюжет
Фільм розповідає про любов розумної та допитливої дівчини Медді та її сусіда Оллі, який хоче їй допомогти. Надзвичайно зворушлива історія про чисте кохання, непереборне бажання свободи і вічну проблему відносин батьків і дітей.
Меделін протягом майже всього свого життя жодного разу не виходила з дому. У неї страшна невиліковна хвороба, через яку дівчина з дитинства живе за склом, схована від зовнішнього світу: будь-що «ззовні» може принести їй смерть. Єдині, з ким Меделін може спілкуватися — це мама і медсестра. Усі решта несуть їй смертельну небезпеку…
Життя дівчини змінюється, коли в сусідній будинок переїжджає нова сім'я. Вона слідкує за новими жителями через вікно і через деякий час починає спілкуватися з Олівером. Він стає для Меделін усім. Одного дня Меделін наважується покинути дім, аби разом з Оллі втекти на берег океану і відчути справжнє життя. Ця поїздка може стати для неї останньою. А, може, відкриє їй новий шлях…

## У ролях
- Амандла Стенберг — Медді Вітер
- Нік Робінсон — Оллі Брайт
- Аніка Ноні Роуз — доктор Вітер
- Ана де ла Регера — Карла
- Тейлон Гіксон — Кара Брайт

## Зйомки
Головні зйомки почалися 6 вересня 2016 року у Ванкувері, Британська Колумбія.

## Критика
Фільм отримав різні відгуки кінокритиків. На сайті Rotten Tomatoes фільм має рейтинг 46 % на основі 96 рецензій з середнім балом 5,4 з 10[коли?]. На сайті Metacritic фільм отримав оцінку 52 з 100 на основі 24 рецензій критиків, що відповідає статусу «змішані та середні відгуки»[коли?].